# Regne de Dyfed
El Regne de Dyfed va ser un dels petits reialmes que van sorgir al país de Gal·les, després que els romans abandonessin l'illa de la Gran Bretanya al segle v. Els seus habitants eren d'ètnia celtobritana, els descendents dels dimetes, per la qual cosa al territori també se'l va anomenar poèticament Demètia. Després que els cavallers normands acabessin envaint tot el país de Gal·les (1067–1100), Dyfed va ser incorporat el 1138 al comtat de Pembrokeshire, del Regne d'Anglaterra, el qual seria governat per un dels comtes de les marques amb seu al senyoriu (cantref) de Penfro.

## Història

### Primers pobladors i territori
L'any 360, va haver un seguit d'arribades de colons irlandesos i pictes, que es van fusionar amb els dimetes. Els irlandesos van colonitzar l'illa de Man, on antigament es parlava gal·lès però on aviat va predominar la llengua irlandesa. D'aquest període se'n conserven vint pedres amb inscripcions en alfabet ogham. Una de les pedres té una inscripció bilingüe, en llatí i en irlandès, que es va trobar a Castelldwyran, a prop de Narberth. 
El territori original de Dyfed probablement ocupava la zona entre els rius Teifi, Gwili i Tywi, equivalent al l'actual Pembrokeshire, més l'oest de Carmarthenshire, on estava la important ciutat de Carmarthen. Dyfed més endavant va estar subdividida a efectes administratius en set districtes o cantrefi: Cemais, Deugleddyf, Emlyn, Cantref Gwarthaf, Pebidiog, Penfro i Rhos, amb una extensió aproximada de 2.284 km². Durant èpoques de lluites el reialme es va expandir fins a incloure la vall del Tywi, anomenada Ystrad Tywi, i també Cydweli i Gwyr, fins a tocar Brycheiniog. Dyfed va perdre a finals del segle VII la regió de Ystrad Tywi, la qual va passar a Ceredigion, un altre petit reialme, situat just al nord.
El cristianisme es va introduir en època romana i en l'anomenada Edat dels Sants, el territori de Dyfed va estar organitzat en set parròquies. Hi havia un sacerdot per cada cantref. Avançada l'edat mitjana, la diòcesi de sant David va destacar sobre les altres i va esdevenir seu bisbal de la part occidental i central de Gal·les.

## L'amenaça vikinga
El regne de Dyfed era costaner i això va facilitar els atacs viking, experts mariners, des del segle VIII fins al segle xi. Alguns vikings fins i tot van establir colònies al sud i això va causar inestabilitat social i política. A finals del segle ix, temien a més, ser absorbits pels seus veïns, els fills de Rhodri el Gran, i van cercar aliança amb Alfred el Gran, rei de Anglaterra. L'exacta natura de la relació amb el rei Alfred no està clara, no se sap si va ser una unió transitòria o si va ser una submissió o mediatització formal de diversos governants gal·lesos cap al regne d'Anglaterra. Alguns historiadors han interpretat això com una confederació de reialmes cristians contra un enemic comú (els vikings danesos) sota el lideratge d'Alfred. Tanmateix, no sembla que fos una relació entre iguals o, si alguna vegada ho va ser, va evolucionar cap a un altre sentit, ja que els subsegüents reis anglesos aprofitarien aquest pacte per reclamar el seu reconeixement com a sobirans de Gal·les.
Vers l'any 904, Llywarch ap Hyfaidd, rei de Dyfedd, va morir i va quedar com a successora la seva filla Elen ferch Lywarch (893-943), la qual estava casada amb Hywel Dda, rei del veí Seisyllwg i net de Rhodri el Gran. Amb aquest matrimoni Dyfed va formar part d'un nou reialme més gran, territori que s'anomenaria Deheubarth, paraula que vol dir «els territoris del sud». Posteriorment seria ampliat amb la conquesta de Powys i Gwynedd. Però a la mort de Hywel el 950, Powys i Gwynedd tornarien a ser governats per les respectives dinasties. El net de Hwyel, Maredudd ab Owain recrearia el regne del seu avi, però el seu govern va estar amenaçat per noves incursions de vikings. També van augmentar en aquest període els assentaments vikings, sobretot al cantref de Penfro, els quals van muntar ports comercials a: Haverfordwest, Fishguard i l'illa de Caldey. Els vikings van ser insistents malgrat l'oposició local, i una de les maneres d'obtenir diners era fer esclaus. El rei Maredudd es va veure forçat a posar taxes als seus ciutadans per pagar el rescat dels gal·lesos que els vikings van agafar com a ostatges l'any 993 i el 999.

## Desaparició dins d'Anglaterra
Dyfed va continuar sent una província de Deheubarth fins a les invasions dels cavallers normands (1068-1100). Els cantrefi de Penfro, Rhos, Cemais i Pebidiog van acabar sent governades per aquests senyors. El seu poder es va estendre també sobre el clergat, ja que des del 1115 van influir en l'elecció del bisbe de la seu de St. David, a Pebidiog. Els prínceps de la dinastia governant a Deheubarth es van rebel·lar contra aquesta ocupació, units sota Llywelyn el Gran, que va assumir des del 1216 el títol de príncep del virtual Principat de Gal·les. Finalment el 1284 el rei Eduard I d'Anglaterra va conquerir tot el territori i mitjançat l'Estatut de Rhuddlan va transformar l'antic reialme en els comtats anglesos de Pembrokeshire i Carmarthenshire.
L'any 1974 es va fer una reorganització territorial de l'administració de la qual va sorgir un comtat que recuperava el nom de l'antic reialme, Dyfed, però que incloïa àrees de Ceredigion. Aquest comtat, des del 1996, va deixar de funcionar com a unitat administrativa i existeix per qüestions cerimonials.

## Llista de governants i reis
- Ednyfed (c. 373)
- Anwn (c. 357)
- Gloitgwyn
- Clotri (c. 405)
- Triffyn Farfog (c. 385)
- Aergol Lawhir (c. 437)
- Gwrthefyr (c. 475-540)
- Arthwyr (c. 585)
- Cloten (c. 630)
- Rhain ap Cadwgan (c. 690)
- Tewdos (c. 710)
- Maredudd ap Tewdwr (mort c. 797)
- Rhain ap Maredudd (mort c. 808)
- Owain ap Maredudd (c. 771-811)
- Triffyn ap Rhain (mort c. 814)
- Hyfaidd (c. 815-893)
- Llywarch ap Hyfaidd (c. 893-904)
- Rhodri ap Hyfaidd (c. 845-905)
- Hywel Dda (c. 905-909)